# Muqadar Qazizadah
Muqadar Qazizadah är en afghansk fotbollsspelare (back) som för närvarande spelar för Shaheen Asmayee FC. Han har även meriter från det afghanska landslaget.